# Régiment de tirailleurs sénégalais de la Côte d'Ivoire
« Bataillon de tirailleurs sénégalais no 5 » et « 5e bataillon d'infanterie de marine » redirigent ici. Pour les autres significations, voir 5e bataillon.
Le régiment de tirailleurs sénégalais de la Côte d'Ivoire (ou RTS/CI) est un régiment des troupes coloniales françaises, stationné en Côte d'Ivoire pendant les années 1940. Il est créé en 1902 comme bataillon de tirailleurs sénégalais et existe après-guerre comme bataillon autonome.

## Création et différentes dénominations
- 1er janvier 1902 : création du bataillon de tirailleurs sénégalais de la Côte d'Ivoire (BTS/CI)[1]
- 1er avril 1904 : devient 4e régiment de tirailleurs sénégalais (4e RTS)[1]
- 1er octobre 1906 : le 4e RTS redevient BTS/CI[1]
- 31 mars 1909 : dissolution du BTS/CI[1]
- 1er octobre 1919 : création du bataillon de tirailleurs sénégalais no 5 (BTS no 5)[2]
- 2 septembre 1939 : renommé 5e bataillon mobile de tirailleurs sénégalais (5e BMTS)[2]
- mars 1940 : renommé BTS no 5[2]
- 1er octobre 1940 : formation du régiment de tirailleurs sénégalais de la Côte d'Ivoire (RTS/CI), ou régiment de Côte d'Ivoire[1], par fusion entre le BTS no 5 et le BTS no 6[2]
- 31 mars 1941 : dissolution du RTS/CI[1]
- 1er octobre 1941 : recréation du RTS/CI[1]
- 1er juin 1946 : devient bataillon autonome de la Côte d'Ivoire (BACI)[1]
- 1er décembre 1958 : devient 5e bataillon d'infanterie de marine (5e BIMa)[2]
- 1962 : devient groupement motorisé no 40 (GM 40)[3]
- 1er novembre 1964 : fusionne dans le 4e régiment interarmes d'outre-mer[3]

## Historique
Le BTS no 5 regroupe en 1919 les compagnies du 3e RTS stationnées à Abidjan, Bonna, Bouaké et Dimbokro.
De 1940 à 1946, le RTS/CI est également chargé de la défense de la Côte d'Ivoire Nord, c'est-à-dire de l'ancienne colonie de Haute-Volta. Créé en 1947 par dédoublement du BACI, le bataillon autonome de Côte d'Ivoire nord devient en octobre le Bataillon autonome de Haute-Volta lorsque cette colonie est recréée.
En 1950, sous le commandement du lieutenant-colonel Charles Lacheroy, le BACI, qui compte une compagnie d'alaouites syriens, parvient violemment à écraser l'insurrection indépendantiste du Rassemblement démocratique africain,.
Dans les années 1950, le BACI occupe des postes à Daloa, Korhogo, Guiglo, Séguéla, Man, Dimbokro, Grand-Lahou, Kong et Bouaké, qui formeront les premières implantations de l'Armée ivoirienne après l'indépendance.
En décembre 1958, le BACI est renommé 5e bataillon d'infanterie de marine mais ses éléments forment également le 24e bataillon d'infanterie de marine. Il est renommé groupement motorisé no 40 en 1962, groupement qui fusionne en 1964 avec le groupement saharien no 42 (stationné au Niger) pour former le 4e régiment interarmes d'outre-mer.

## Insigne
L'insigne du BTS no 5 présente, sur l'ancre des troupes coloniales, un éléphant de face émergeant de la végétation tropicale. La trabe de l'ancre porte les lettres BTS et le numéro 5 est en pointe sur l'ancre. L'éléphant d'Afrique à grandes oreilles, en position d'intimidation, est symbole de force et d'efficacité et la végétation fait référence aux bananiers, richesses de la Côte d'Ivoire. Cet insigne, commun au BTS no 5 et au BACI, est repris par le groupement motorisé no 40, par le 4e régiment interarmes d'outre-mer et par le 4e bataillon d'infanterie de marine, l'inscription étant modifiée à chaque fois,.

## Personnalités ayant servi au régiment
- Henri Amiel, compagnon de la Libération, rejoint le BTS no 5 en 1929,
- Henri Verdier, compagnon de la Libération, rejoint le BTS no 5 en 1932,
- Bertin B. Doutéo, écrivain ivoirien, effectue son service militaire au BACI de 1946 à 1947,
- Charles Lacheroy, théoricien français de la contre-insurrection, commande le BACI de 1947 à 1950,
- Ahmadou Kourouma, écrivain ivoirien, sert au BACI en 1950,
- Gaston Ouassénan Koné, général et ministre ivoirien, est incorporé au BACI dans les années 1950.